# Atentado al aeropuerto de Guararapes
El ataque al aeropuerto de Guararapes fue la explosión de una bomba que ocurrió en el vestíbulo del Aeropuerto Internacional de Recife el 25 de julio de 1966, totalizando dos muertos y 14 heridos. El principal objetivo del ataque fue el mariscal Arthur da Costa e Silva, entonces ministro del Ejército y candidato a la sucesión presidencial. El mismo día, otras bombas estallarían sin causar bajas, llegando a las sedes de la Unión de Estudiantes del Estado (UEE) y del Servicio de Información de Estados Unidos (USIS). Se esperaba que Costa e Silva en Recife realizara un acto de campaña en el edificio SUDENE ese día. La bomba explotaría después de que el guardia civil Sebastião Thomaz de Aquino, al darse cuenta de una maleta abandonada en el vestíbulo del aeropuerto de Guararapes, decidiera sacarla de allí para entregarla en el mostrador del Departamento de Aviación Civil (DAC), cuando la bomba explotó en su interior del maletín.[cita requerida]

## Víctimas
Murieron el periodista y secretario de gobierno de Pernambuco, Edson Régis de Carvalho y el vicealmirante Nelson Gomes Fernandes ya jubilado. El guardia civil Sebastião Thomaz de Aquino resultó herido en la cara y piernas, lo que resultó, unos meses después, en la amputación de su pierna derecha, deformando gran parte del lado derecho de su cuerpo. El general Sylvio Ferreira da Silva tuvo una fractura abierta, estalló un tímpano y perdió cuatro dedos de la mano izquierda. Otras 12 personas darían cuenta de los demás heridos en el ataque.

## Consecuencias
No está claro si Costa e Silva estaba en João Pessoa la mañana del día del ataque. La Comisión Estatal de Memoria y Verdad Dom Helder Câmara debe investigar los hechos del atentado ocurrido en 1966, en el aeropuerto de Guararapes, en Recife. Debido a varias hipótesis que se plantearon sobre el episodio, el grupo realizará más investigaciones. “En la década de 1980, Ação Popular (AP) se hizo cargo del ataque. Pero siempre habrá esta discusión de que la derecha se ha infiltrado y que hicieron este acto. Que el presidente no vino aquí porque sabía que iba a haber algo. ¿Quien sabe? Pero la AP se hace cargo ”, explicó uno de los integrantes de la Comisión Estatal, Humberto Vieira de Mello. El objetivo principal del ataque sería el general Arthur da Costa e Silva, entonces ministro del Ejército y candidato a la sucesión del general Castelo Branco. En cualquier caso, el cambio de medio de transporte para su llegada a Recife por parte del ministro del Ejército, realizando el mismo por vía terrestre en lugar de aérea, le impidió ser víctima del atentado. Las razones de tal cambio en el modo de transporte, aunque oficialmente se alegaron problemas técnicos, siguen sin estar claras, lo que lleva a algunos a creer que él habría sido advertido del evento.
El número total de personas involucradas y el rol de cada una, los objetivos, no se reclamó  en su momento, junto con un comunicado a la población con algunas demandas al gobierno, como en general lo hacen las organizaciones que eligen este tipo de acción,  y es posible que nunca se conozcan porque, como gran parte de la insurgencia el evento está cubierto por la ley de amnistía, y está prohibido reabrir el caso para la investigación.  Dos años después del hecho,  Ricardo Zarattini y Edinaldo Miranda fueron acusados de ser los responsables del ataque, luego de ser detenidos y acusados de subversión, por su participación en la articulación de la resistencia campesina en las zonas cañeras de la Zona da Mata y la lectura considerado subversivo en ese momento. Las investigaciones que apuntaban a ambos como autores del ataque serían luego consideradas un fracaso por la prensa y el gobierno Zarattini declaró que él y Edinaldo fueron torturados en las instalaciones del Departamento de Orden Político y Social (DOPS) y la Fuerza Aérea para confesar un delito que no cometieron. Posteriormente, se descubriría que los militares ya tenían conocimiento de su inocencia en ese momento pero aún los mantenían culpables, probablemente con el objetivo de estigmatizarlos ante la opinión pública.

## Comisión Nacional de la Verdad
En diciembre de 2013, la versión de Pernambuco de la Comisión Nacional de la Verdad formalizó la inocencia del exdiputado federal Ricardo Zaratinni, quien durante décadas fue acusado de haber sido responsable del atentado que mató a dos personas en 1966 en el aeropuerto de Guararapes, en Recife. También fue absuelto el profesor Edinaldo Miranda, fallecido en 1997. Los documentos que prueban su inocencia fueron recolectados en unidades militares de Pernambuco, según el director ejecutivo de la comisión. En la misma ocasión, se emitió un nuevo certificado de defunción del líder estudiantil Odijas Carvalho de Souza, torturado y asesinado por militares en 1971. La versión anterior de la muerte de Odijas atestiguaba que tenía una embolia pulmonar. En la misma ocasión, el entonces gobernador de Pernambuco, Eduardo Campos, comentó la posibilidad de que los militares fueran responsables del ataque. Esta habría sido una vieja sospecha de los opositores al régimen, lo que, según Eduardo Campos, habría sido “un episodio utilizado para dividir la resistencia al golpe”.

### Homenaje a las Víctimas
Hay una placa de bronce en el aeropuerto con las siguientes palabras:

Homenaje de la ciudad de Recife a quienes cayeron en este Aeropuerto de Guararapes, el 25 de julio de 1966, victimizados por la locura de sus pares:

Almirante Nelson Fernandes
Periodista Edson Régis.
Sebastião Thomaz de Aquino

Glorificados por el sacrificio, sus nombres siempre serán recordados, recordando los carteles del violento y trágico atentado terrorista, practicado por los enemigos de la Patria. Recife, 25 de julio de 1967. Valdrá la pena anhelar un pensamiento dedicado a ellos.